# Emlakbank SK
Emlakbank SK var en sportklubb från Ankara, Turkiet. Klubben grundades 1982 av Emlakbank (även VakıfBank och Halkbank är turkiska banker med framstående idrottslag). Klubben var aktiv inom fotboll, volleyboll, friidrott och brottning. Dess volleybollsektion var framgångsrik. I samband med den ekonomiska krisen 1999 fick klubben problem. Banken Ziraat Bank tog 2001 över Emlakbank och idrottsklubben gick samman med dess egen idrottsklubb, Emlak TOKİ.
Damvolleybollaget blev turkiska mästare tre gånger (1989-1990, 1990-1991 och 1995-1996). Den första segern innebar att de bröt Eczacıbaşı SKs segersvit (som startade 1973). Damlaget lades ner 1999. En del spelare fortsatte spela med Emlak TOKİ som 2011 gick samman med Pursaklar Belediyesi. Även herrlaget höll en hög nivå, men blev aldrig nationella mästare.